# Toverhazelaar
De toverhazelaar (Hamamelis × intermedia) is een struik uit de familie Hamamelidaceae. Deze kruising is omstreeks 1935 ontstaan uit de soortkruising Hamamelis japonica × Hamamelis mollis. Er zijn veel verschillende cultivars in de handel. Ze worden vermeerderd door te enten op de Amerikaanse toverhazelaar als onderstam.

## Beschrijving
De struik kan 4 m hoog worden. De twijgen zijn tamelijk dicht behaard en worden later soms kaal. Op de twijgen zitten witte vlekjes. De ovaalvormige, 8–10 cm grote, donkergroene bladeren zijn aan de onderzijde behaard met sterharen, die net met de uiteinden tegen elkaar komen. De grijsgroene tot donkergroene bladeren krijgen in de herfst een gele tot geeloranje herfstkleur.

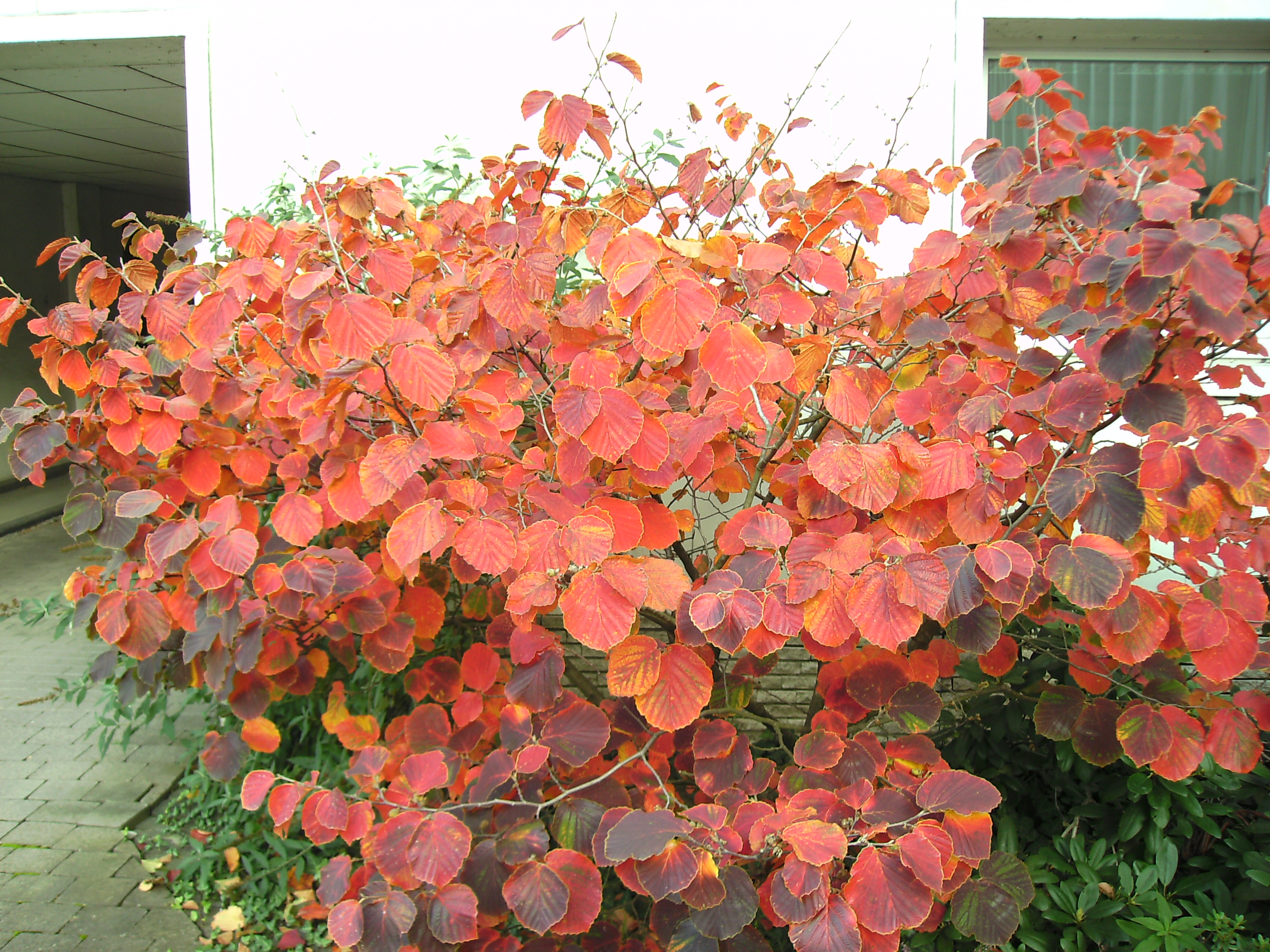
Herfstkleur

De toverhazelaar bloeit van januari tot in maart. De in clusters zittende bloemen hebben 4 meeldraden en zijn meestal lichtgeel tot heldergeel, maar ook rode, oranje en roodbruine bloemkleuren komen voor. De bloemblaadjes zijn lintvormig.
De bast is grijs tot grijsbruin.
De vrucht is een doosvrucht, die pas een jaar na de bestuiving rijp is. De top van de doosvrucht explodeert dan open, waarna twee glimmend zwarte zaden tot 10 meter ver weggeschoten worden.

## In de tuin
De toverhazelaar houdt van humusrijke, niet te droge grond in zon en halfschaduw.

### Cultivars
| Cultivar                         | Bloemkleur    | Bloeitijd          |
| -------------------------------- | ------------- | ------------------ |
| H. × intermedia 'Ajan'           | geeloranje    | januari-februari   |
| H. × intermedia 'Arnold Promise' | donkergeel    | januari            |
| H. × intermedia 'Diane'          | rood          | januari - februari |
| H. × intermedia 'Feuerzauber'    | bronsrood     | januari - februari |
| H. × intermedia 'Jelena'         | bruinoranje   | december - januari |
| H. × intermedia 'Livia'          | dieprood      | januari - februari |
| H. × intermedia 'Orange Beauty'  | oranjegeel    | januari - februari |
| H. × intermedia 'Orange Peel'    | helder oranje | december - januari |
| H. × intermedia 'Pallida'        | zwavelgeel    | januari - februari |
| H. × intermedia 'Primavera'      | geel          | februari           |
| H. × intermedia 'Ruby Glow'      | bruinrood     | februari           |
| H. × intermedia 'Sunburst'       | heldergeel    | februari           |
| H. × intermedia 'Westerstede'    | heldergeel    | maart              |

Verschillende cultivars werden verkregen in het arboretum Kalmthout door Jelena en Robert de Belder. Zij waren vooral op zoek naar rode cultivars. De eerste selectie werd de bronskleurige 'Jelena', de eerste "rode" werd naar hun dochter 'Diane' genoemd, de "roodste" werd naar hun kleindochter 'Livia' genoemd.
De Bredase praktijkleraar aan de Tuinbouwschool Jan (J.H.M.) van Heijningen (1923-2006) was eveneens een bekend en gerespecteerd Hamamelis-kenner. Vanaf 1975 tot aan zijn overlijden heeft hij diverse variëteiten weten te ontwikkelen uit zelf gezaaide en geselecteerde planten. In 1985 introduceerde hij 'Angelly', 'Aphrodite' en 'Aurora', die in 2005 alle drie een Award of Garden Merit kregen van de Royal Horticultural Society. Ook 'Amanon', 'Amanda', 'Arnhem' en 'Ajan' staan op zijn naam.

## Fotogalerij

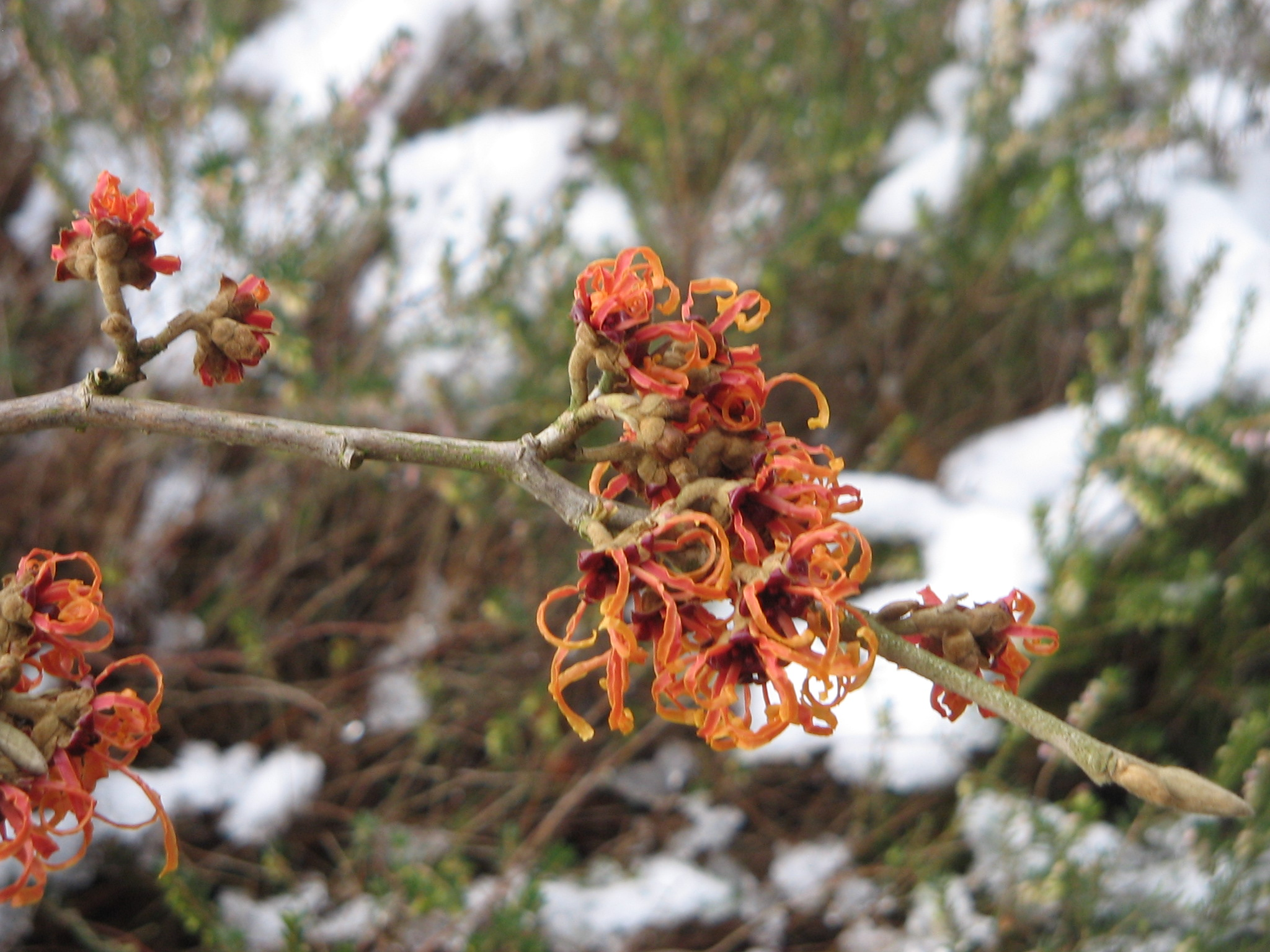
Hamamelis × intermedia 'Jelena'
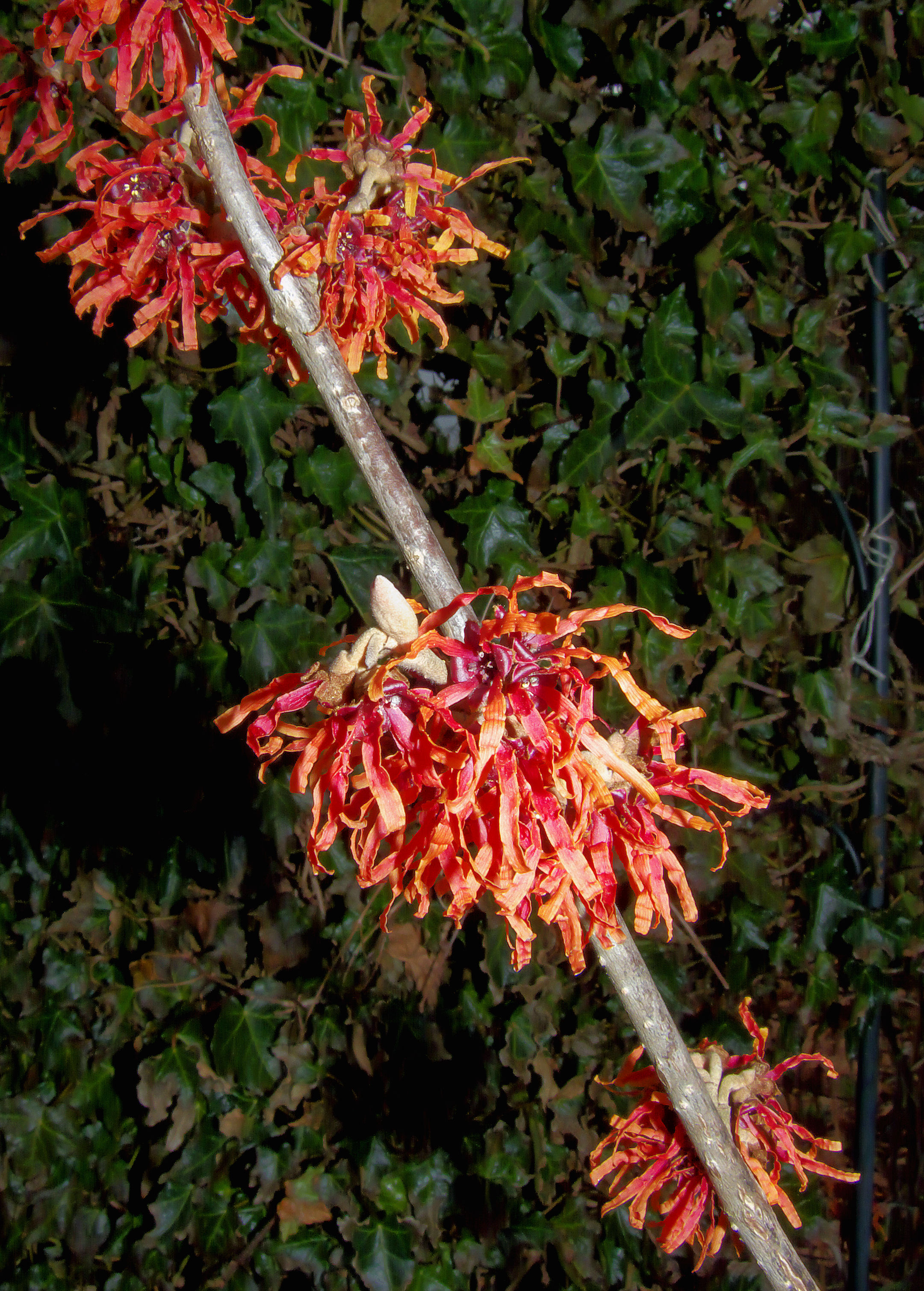
Hamamelis × intermedia 'Diane'
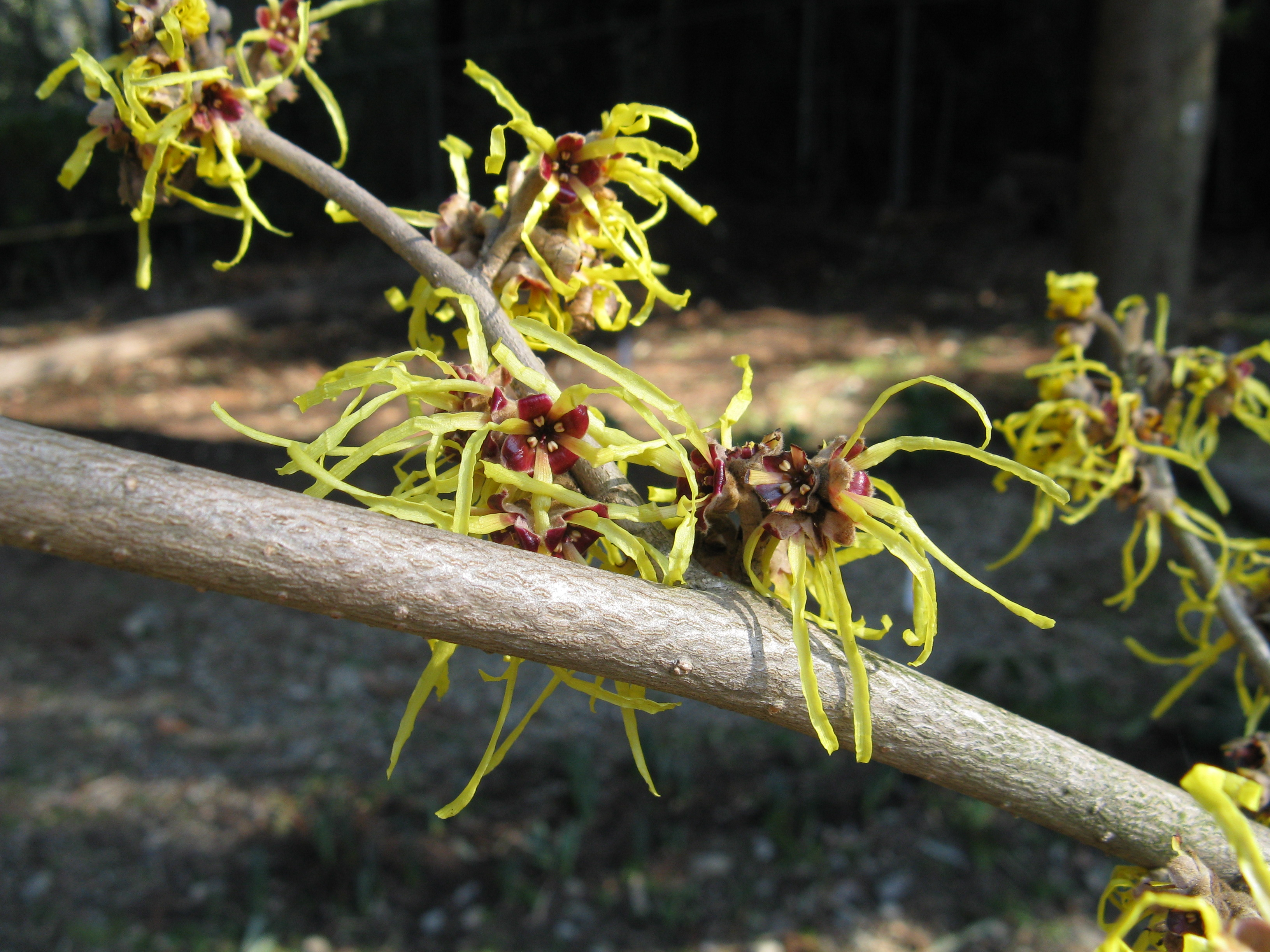
Hamamelis × intermedia 'Pallida'
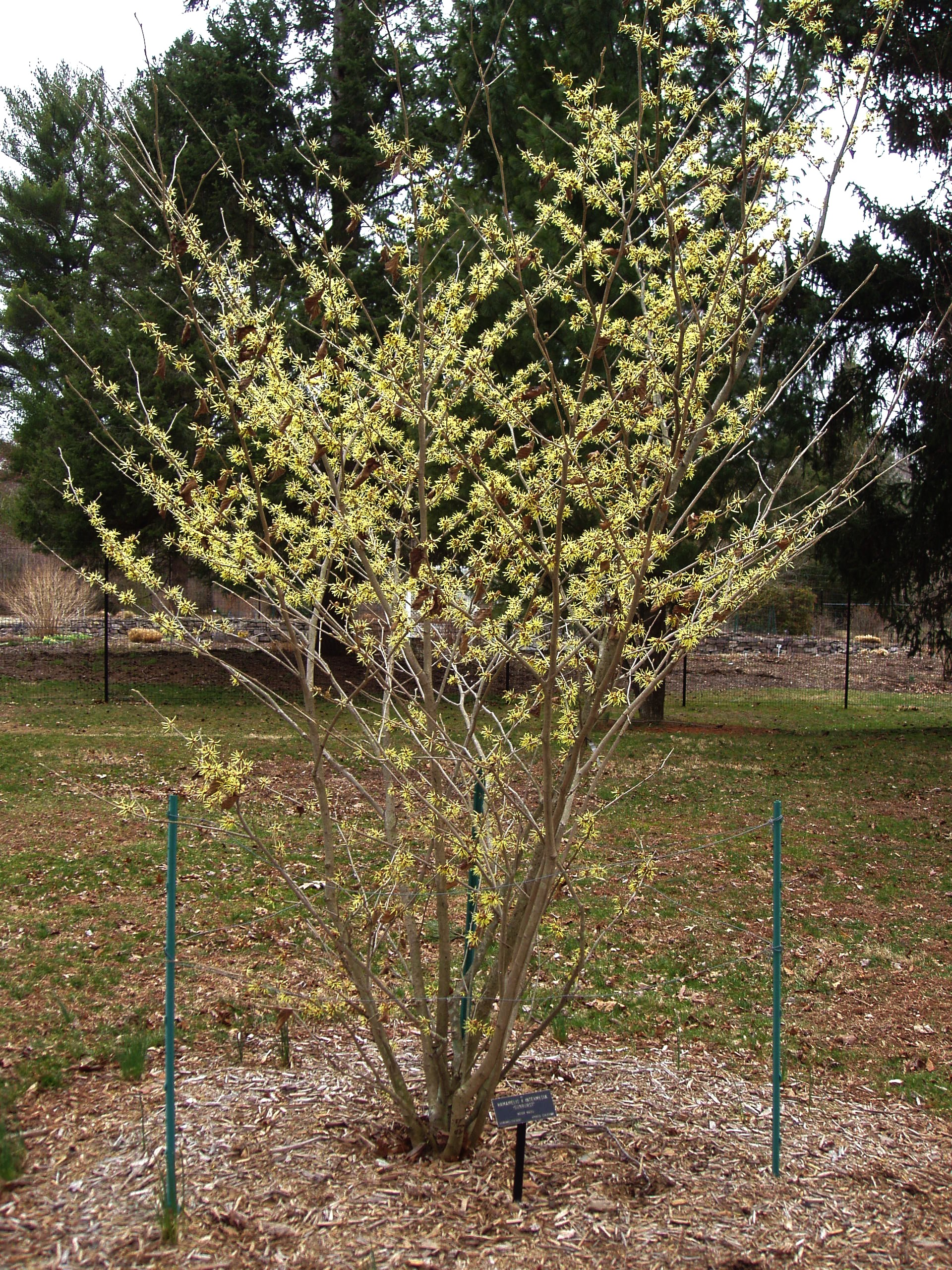
Hamamelis × intermedia 'Sunburst'
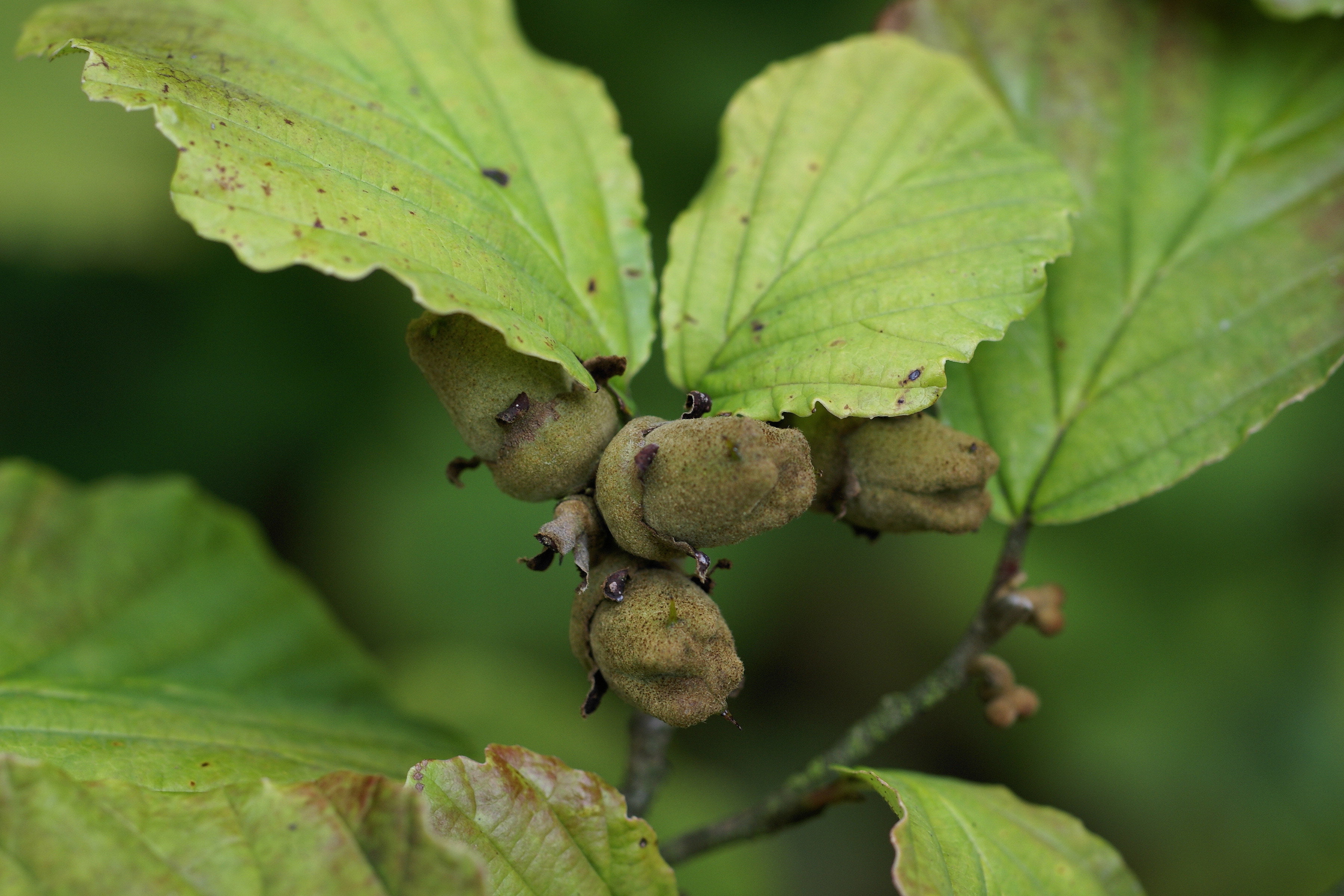
Vruchten

... · H. japonica (Japanse toverhazelaar) · H. mollis (Chinese toverhazelaar) · H. virginiana (Amerikaanse toverhazelaar) · H. ×intermedia (Toverhazelaar) · ...